# A Movie
Pour plus de détails, voir Fiche technique et Distribution.
A Movie (ou A MOVIE) est un film collage expérimental américain de Bruce Conner sortie en 1958. Depuis 2013, A Movie fait partie de la collection permanente du musée Georges Pompidou.

## Synopsis
Le film rassemble des métrages trouvés de films de série B, du journal télévisé, de films érotiques et d’autres films. La musique quant à elle, provient du poème symphonique Pins de Rome du compositeur italien Ottorino Respighi. Le film fonctionne selon un principe d’association de plans qui ne sont pas de la même nature, ni d’espace, ni de temps mais qui ensemble forment des thèmes et évoquent des émotions. Plusieurs plans montrent des humains et des animaux qui se déplacent vite, des objets dans un équilibre précaire, des accidents de voitures et plus principalement la violence et la guerre. Le mot « movie » n’a de cesse de revenir à l’écran. 